# Нидеррёдерн
Нидеррёдерн (фр. Niederroedern) — коммуна на северо-востоке Франции в регионе Гранд-Эст (бывший Эльзас — Шампань — Арденны — Лотарингия), департамент Нижний Рейн, округ Агно-Висамбур, кантон Висамбур. До марта 2015 года коммуна административно входила в состав упразднённого кантона Сельц (округ Висамбур).
Площадь коммуны — 6,88 км², население — 871 человек (2006) с тенденцией к росту: 928 человек (2013), плотность населения — 134,9 чел/км².

## Население
Население коммуны в 2011 году составляло 922 человека, в 2012 году — 923 человека, а в 2013-м — 928 человек.
| 1962 | 1968 | 1975 | 1982 | 1990 | 1999 | 2006 | 2008 | 2011 | 2012 | 2013 |
| ---- | ---- | ---- | ---- | ---- | ---- | ---- | ---- | ---- | ---- | ---- |
| 643  | 672  | 696  | 727  | 769  | 846  | 871  | 880  | 922  | 923  | 928  |

Динамика населения:

## Экономика
В 2010 году из 631 человек трудоспособного возраста (от 15 до 64 лет) 526 были экономически активными, 105 — неактивными (показатель активности 83,4 %, в 1999 году — 75,4 %). Из 526 активных трудоспособных жителей работали 492 человека (291 мужчина и 201 женщина), 34 числились безработными (13 мужчин и 21 женщина). Среди 105 трудоспособных неактивных граждан 28 были учениками либо студентами, 33 — пенсионерами, а ещё 44 — были неактивны в силу других причин.

## Достопримечательности (фотогалерея)

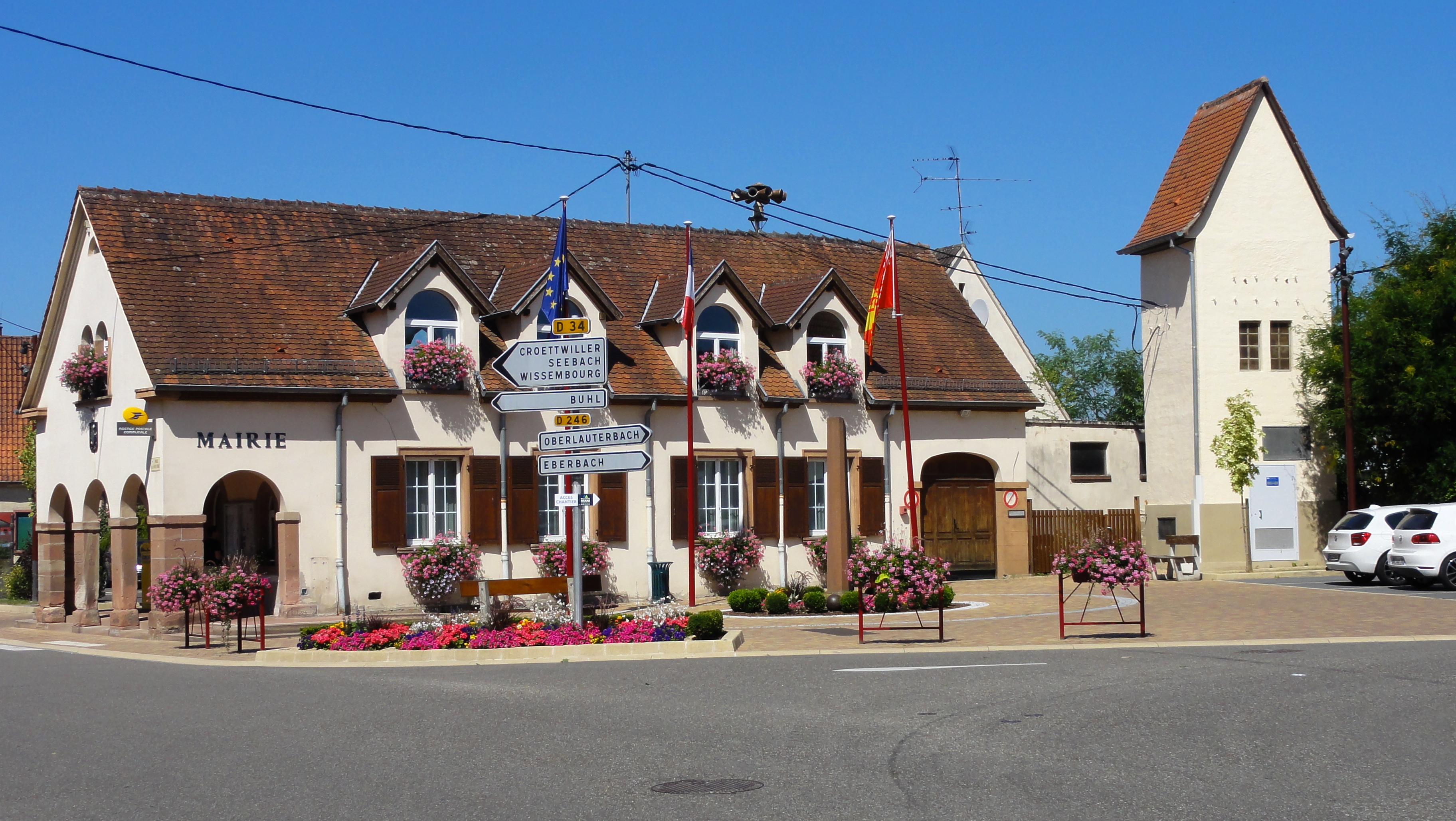
Здание мэрии
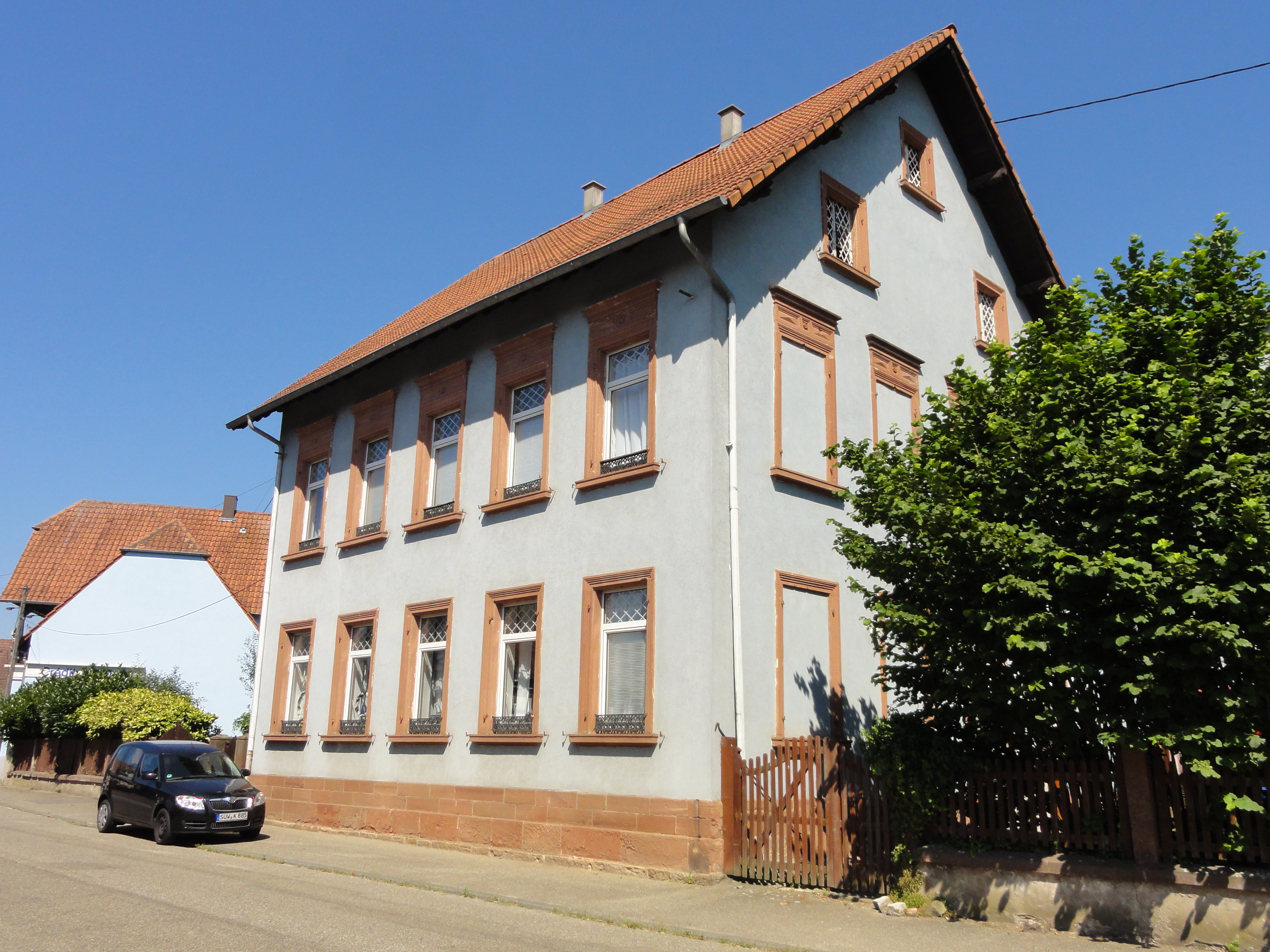
Здание школы
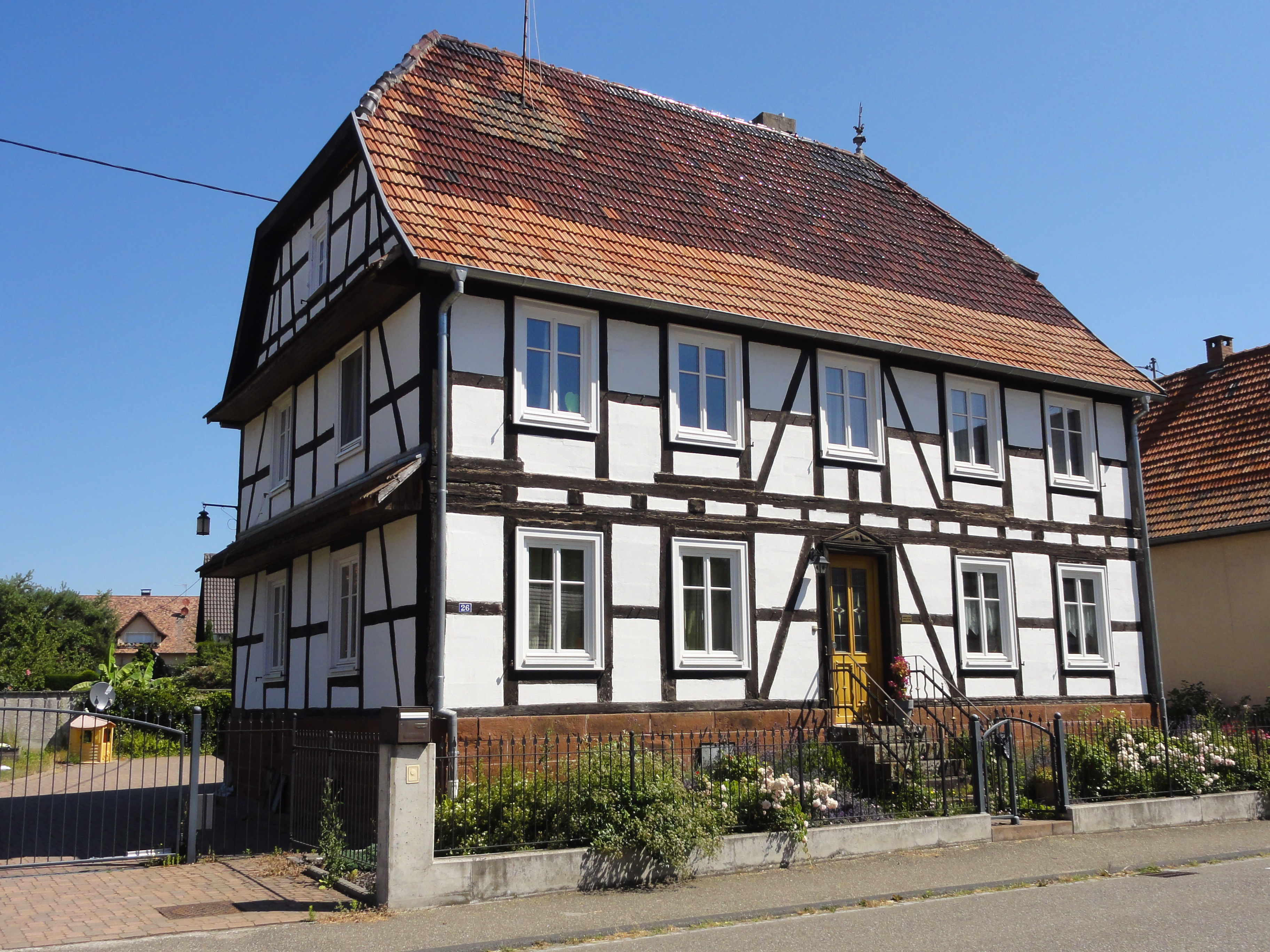
Дом-музей Фредерик Бриён (бывший дом протестантского священника)
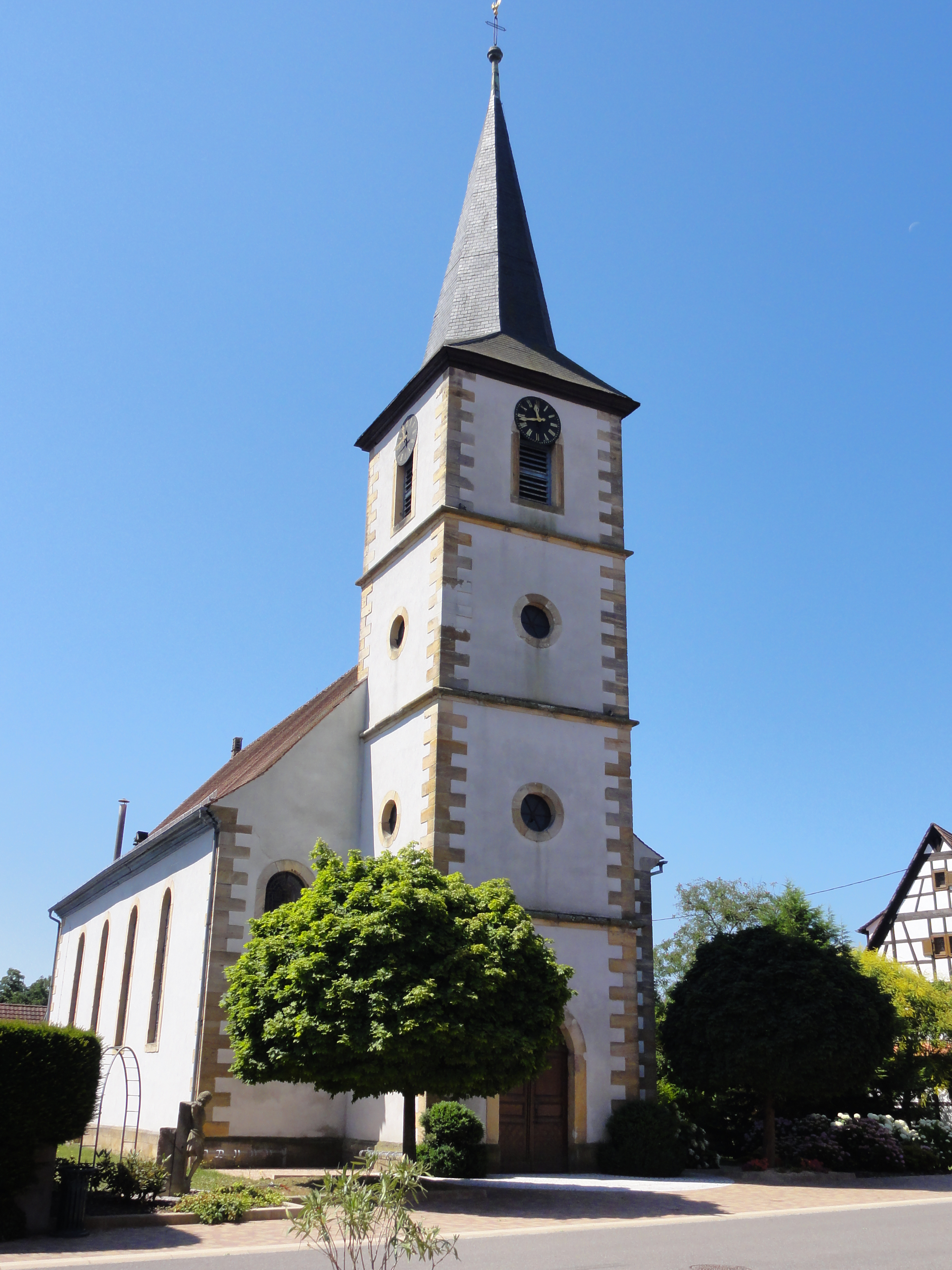
Объединённая церковь Сен-Жак-ле-Маджоре
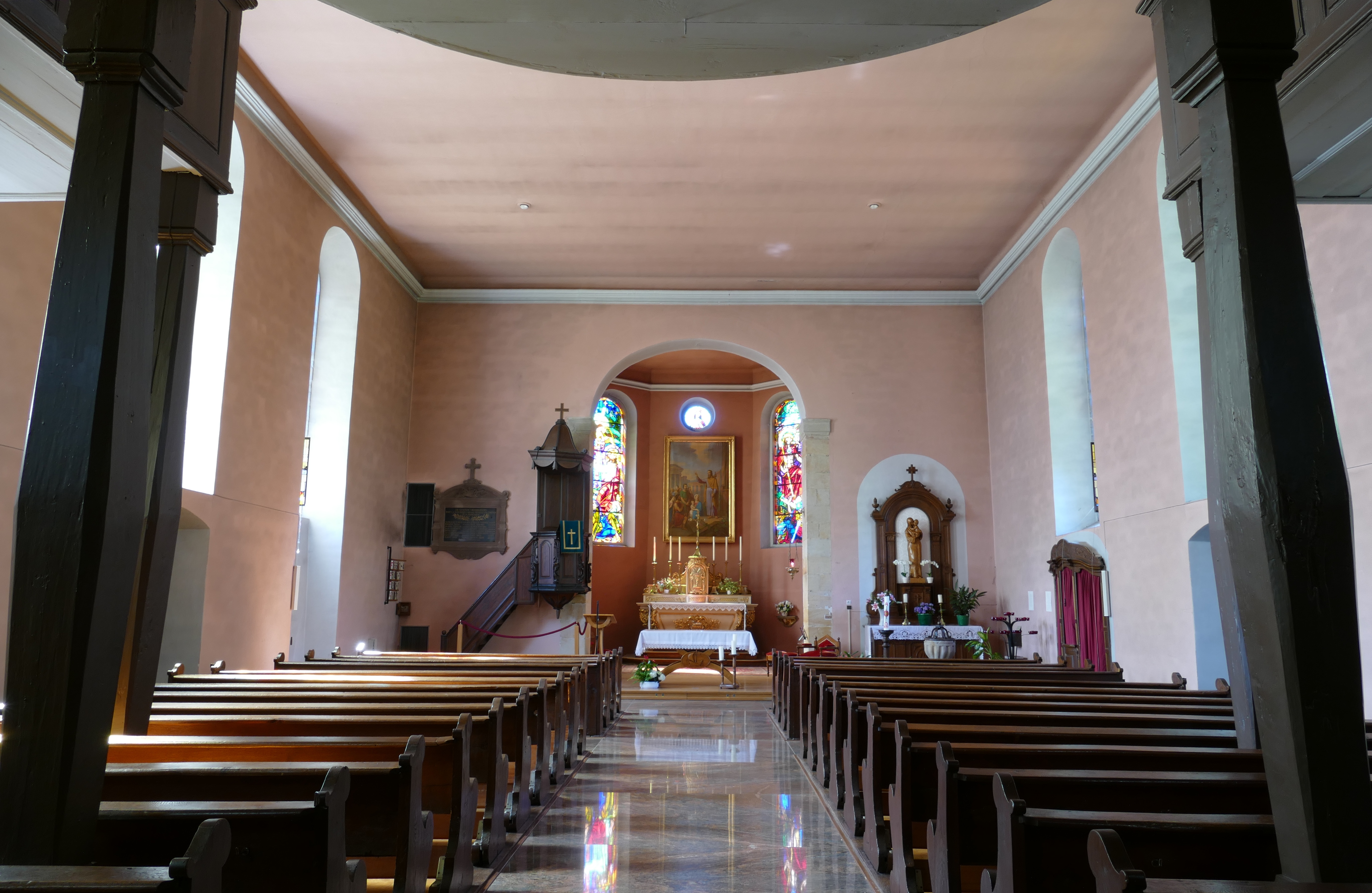
Интерьер, вид на алтарь
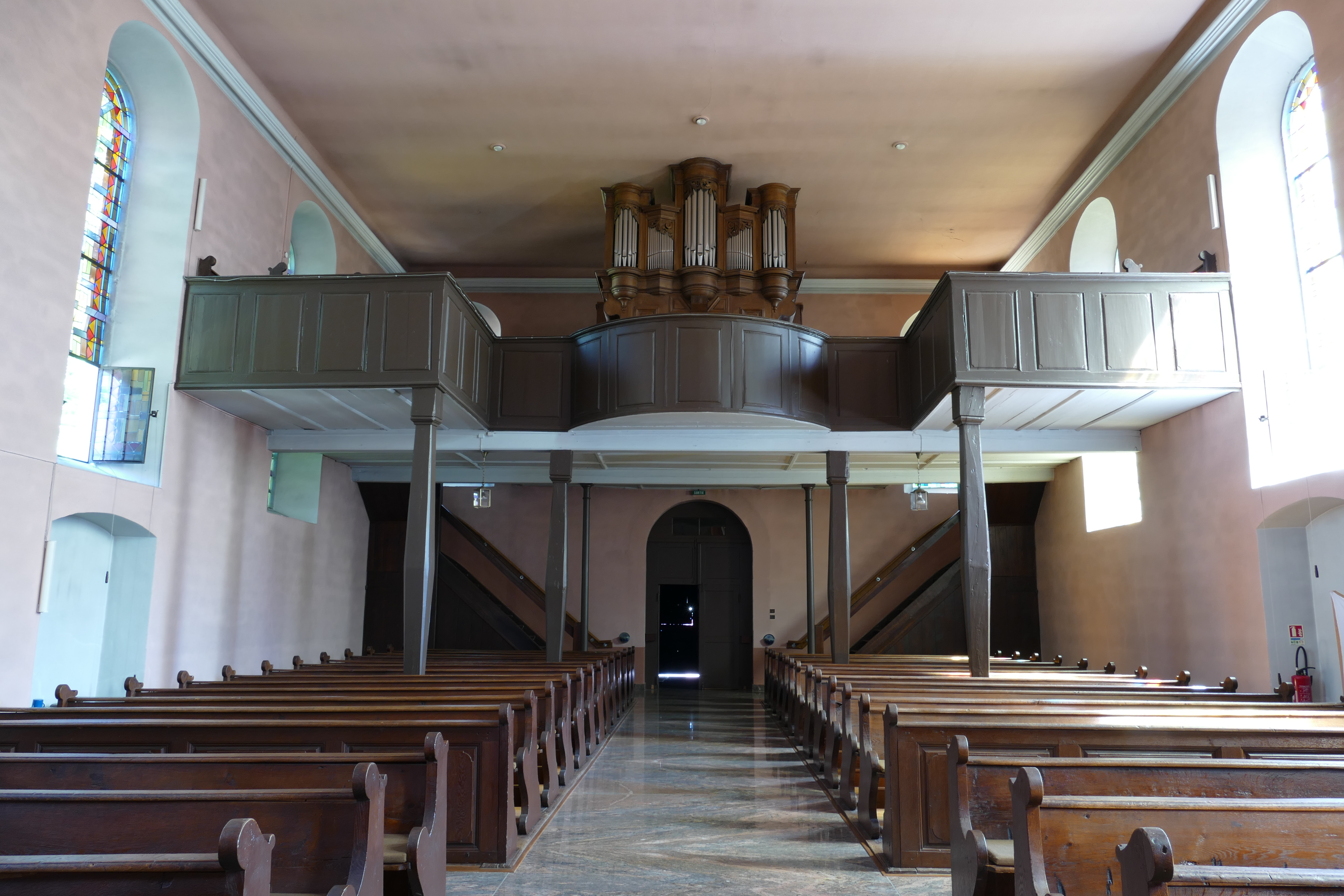
Интерьер, вид на орган
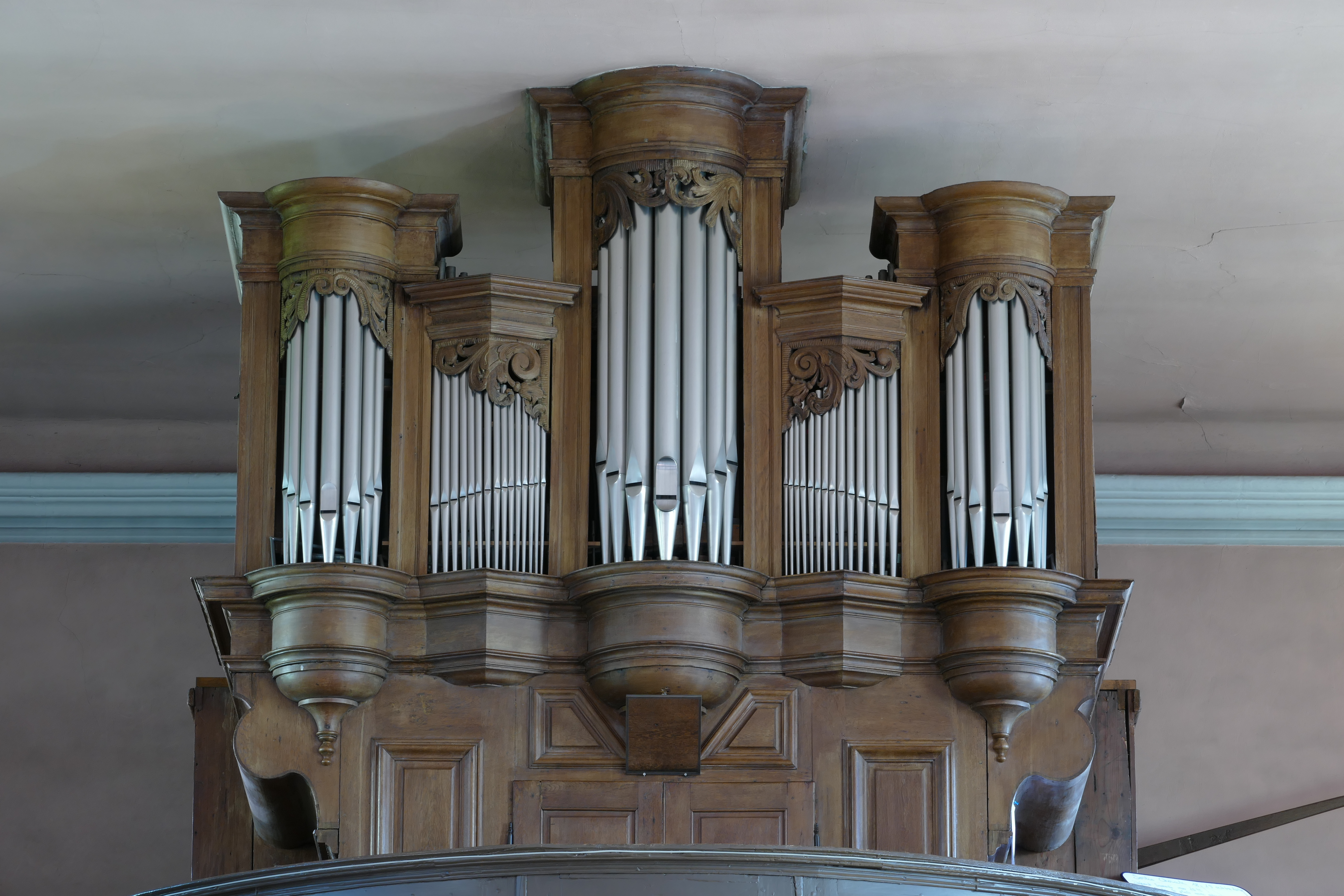
Орган
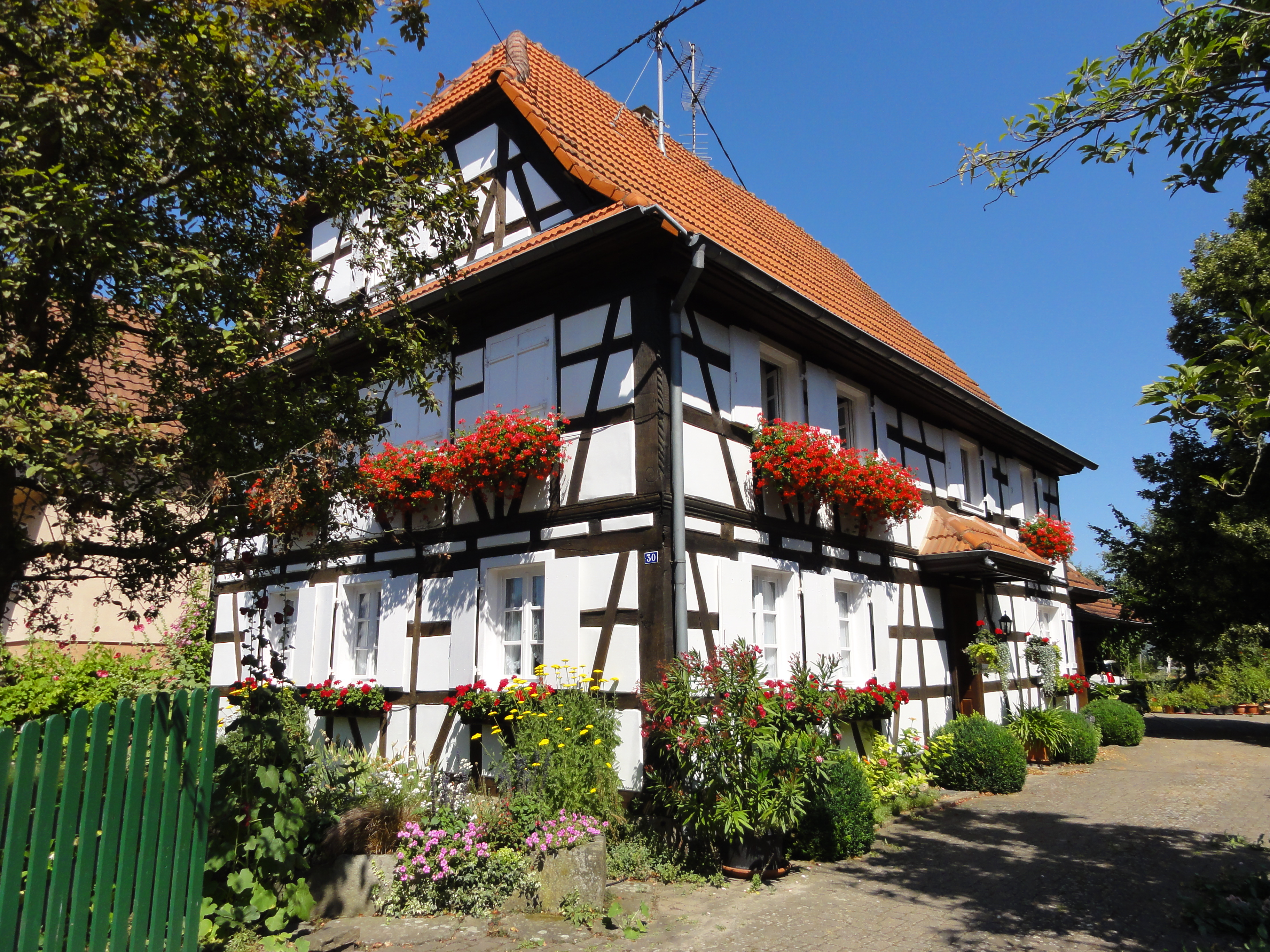
Фахверковый дом
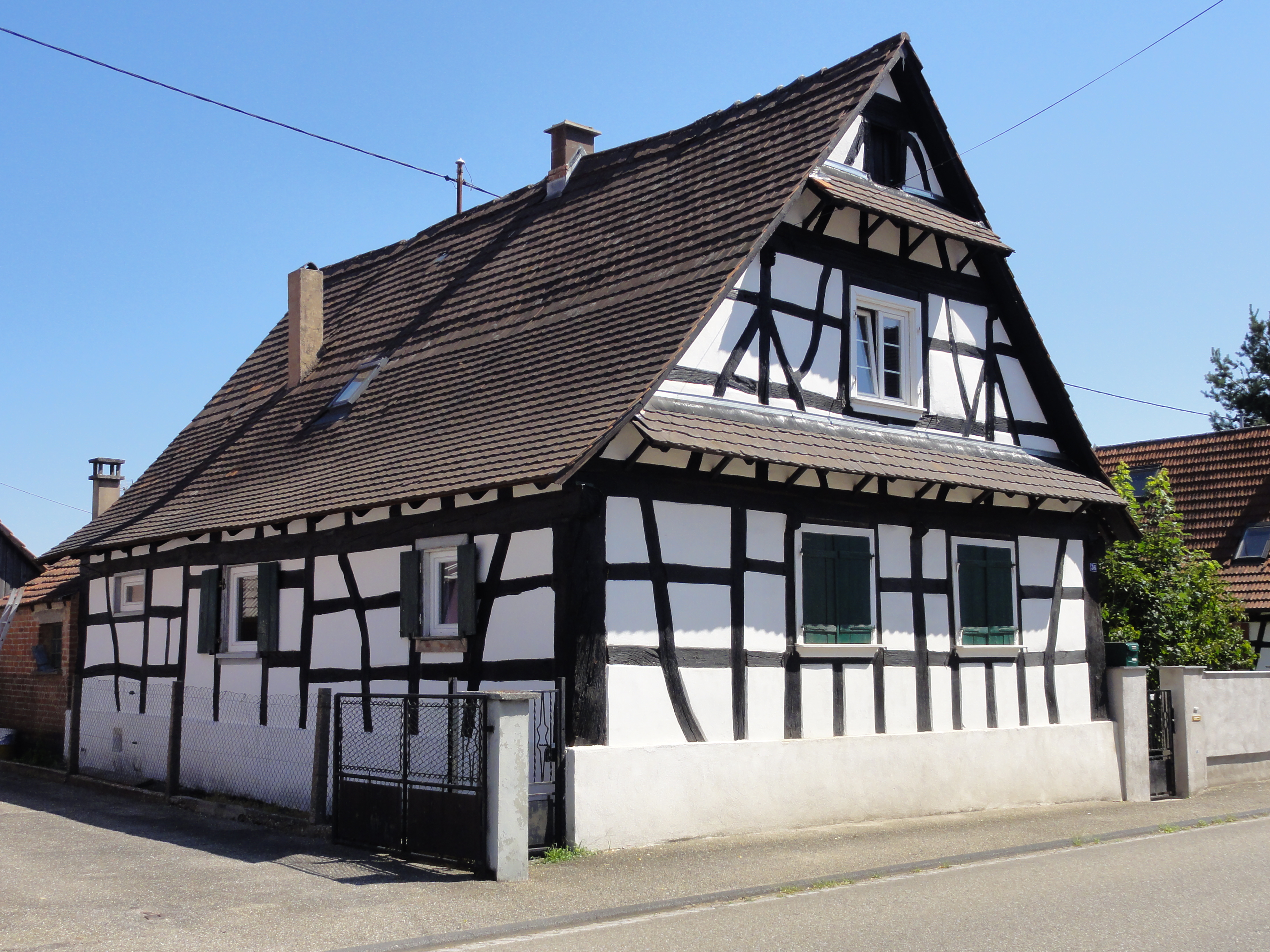
Фахверковый дом
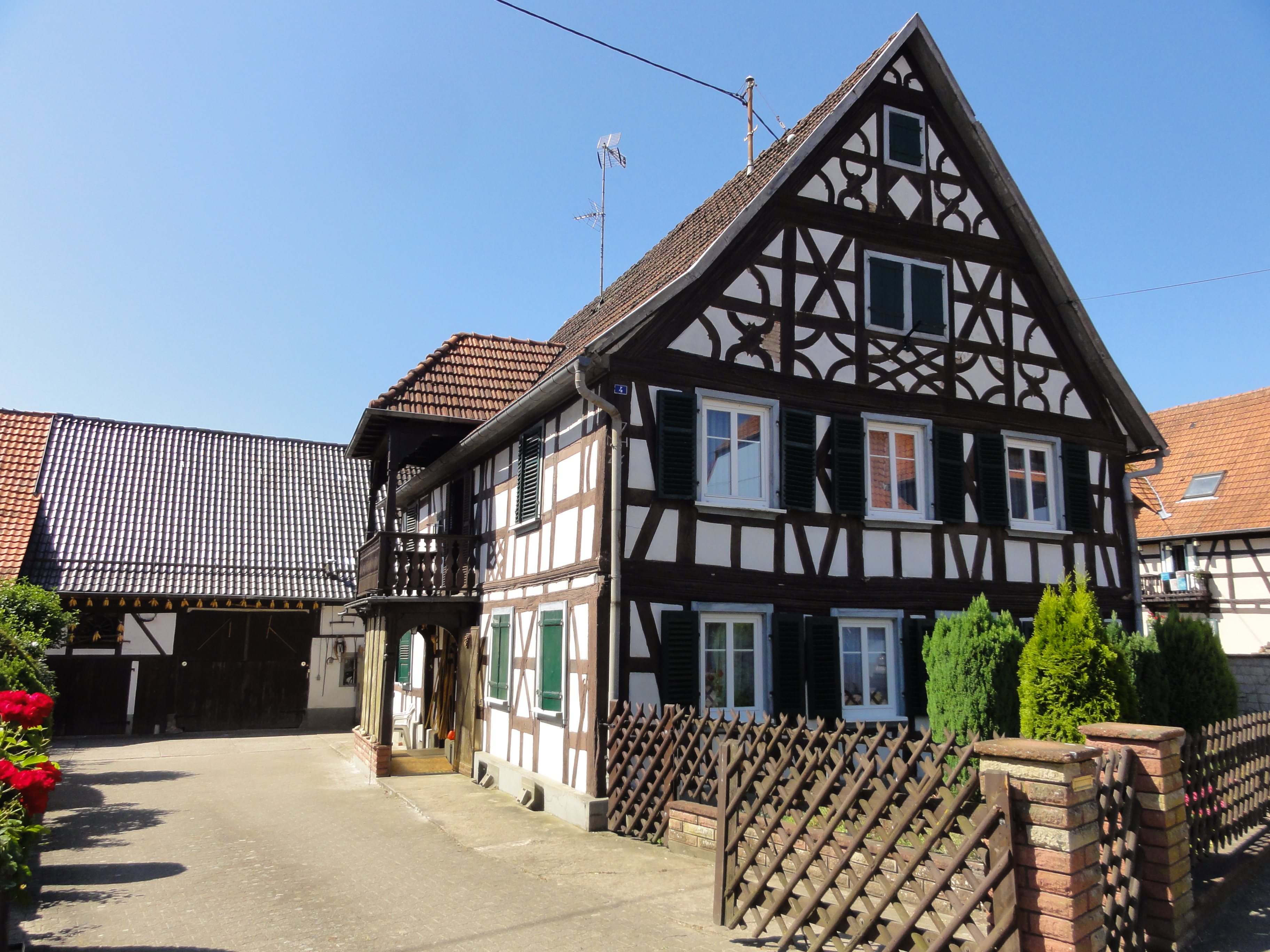
Фахверковый дом
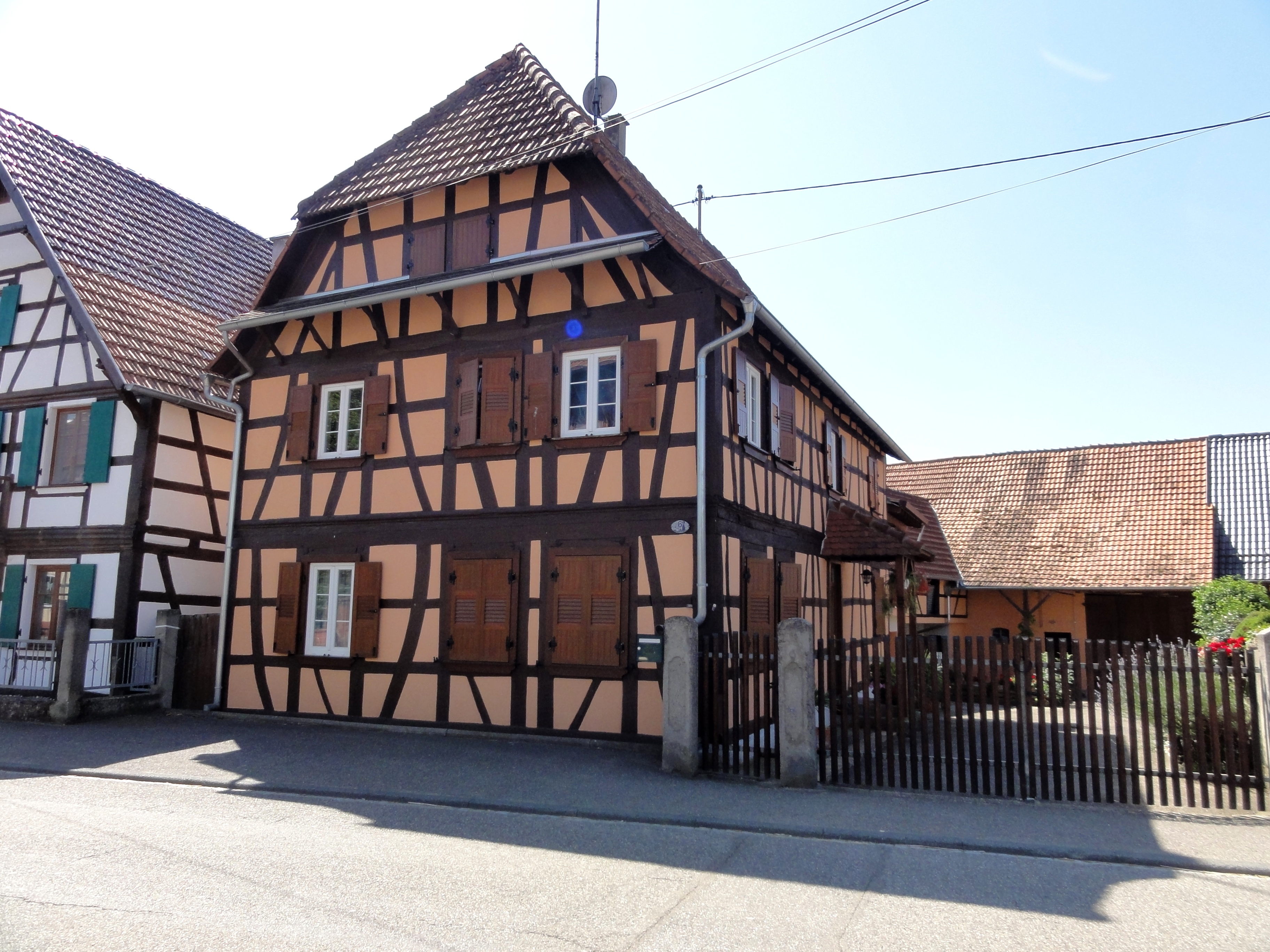
Фахверковый дом
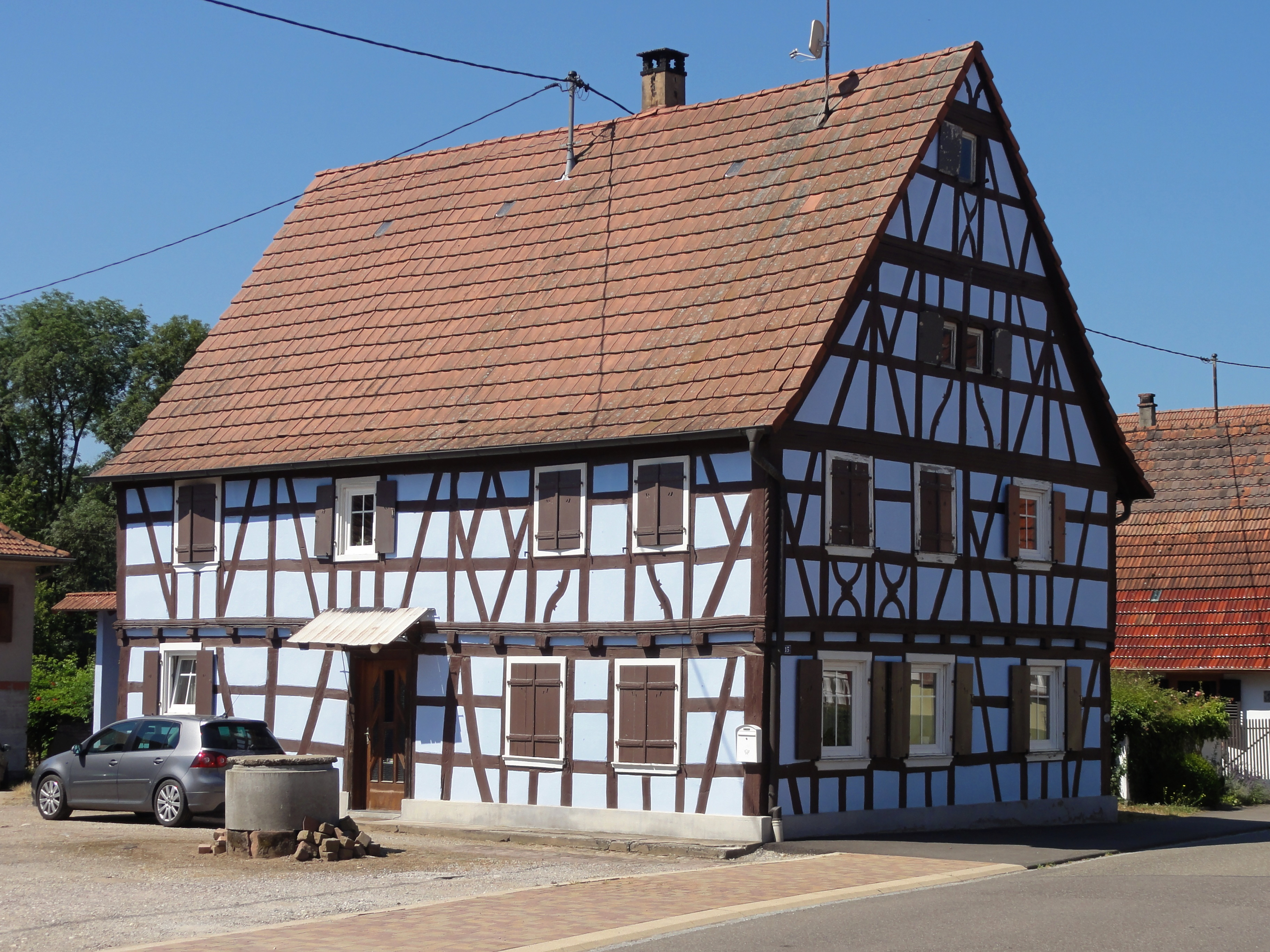
Фахверковый дом
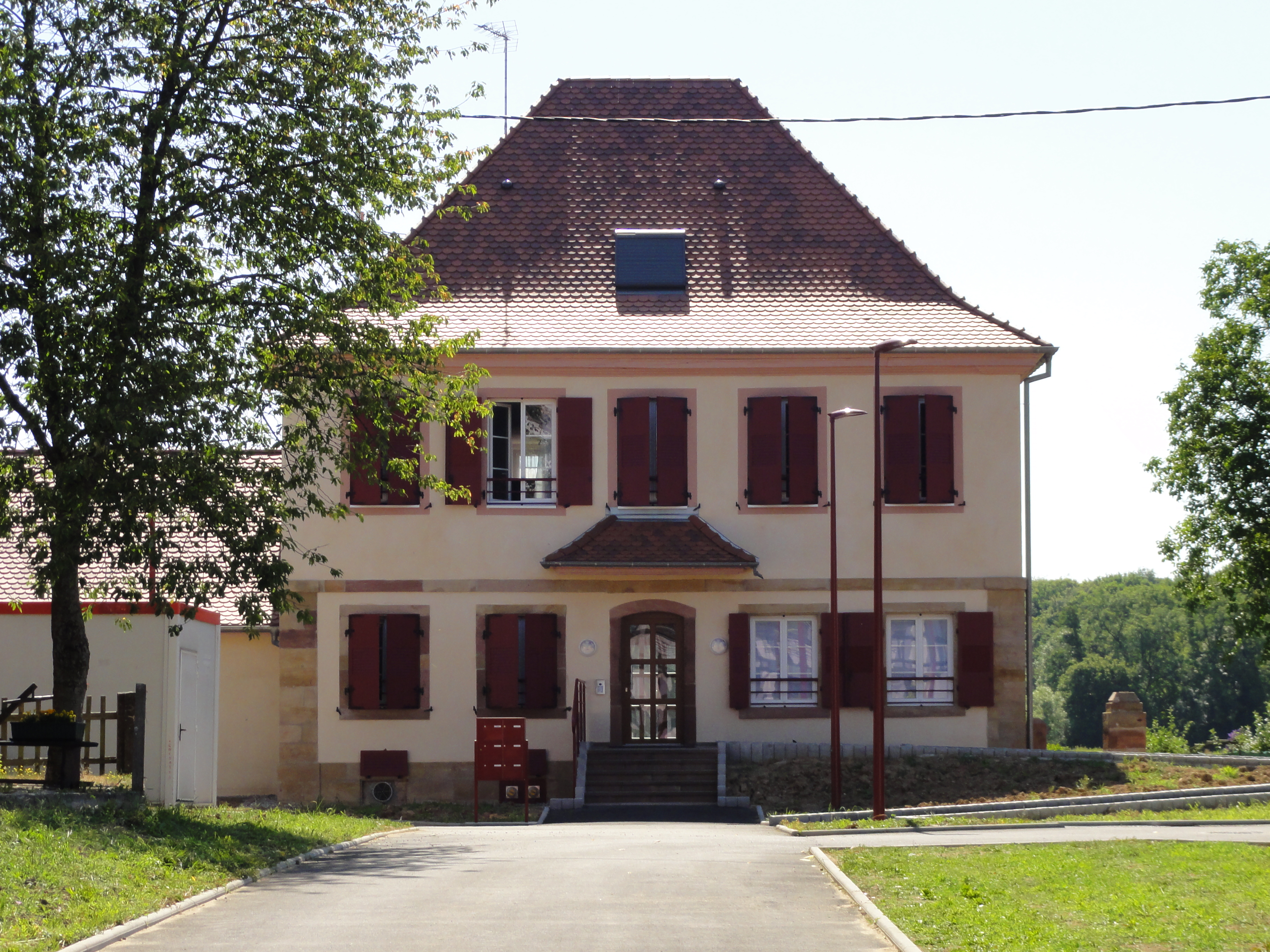
Католическая пресвитерия
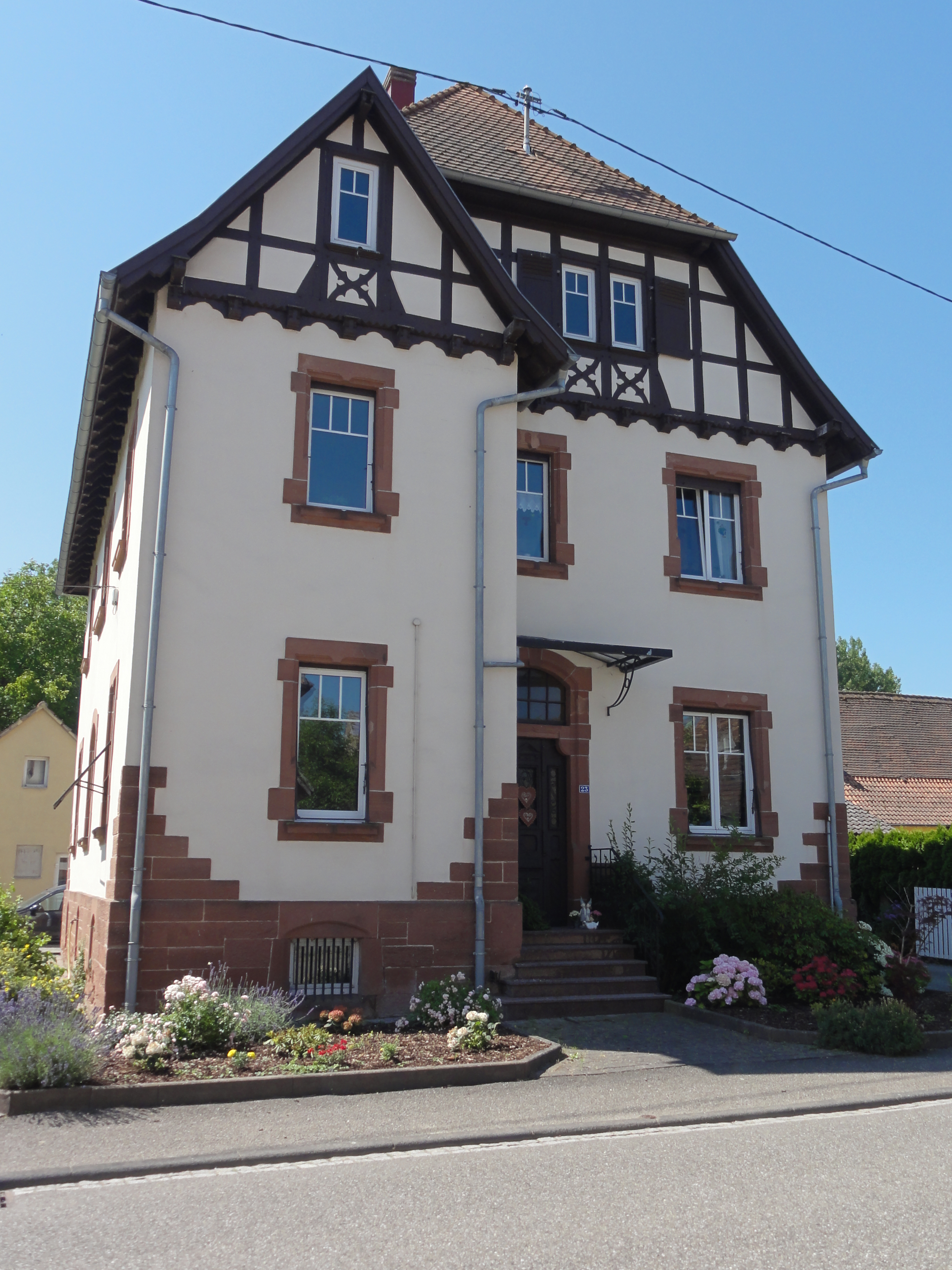
Протестантская пресвитерия
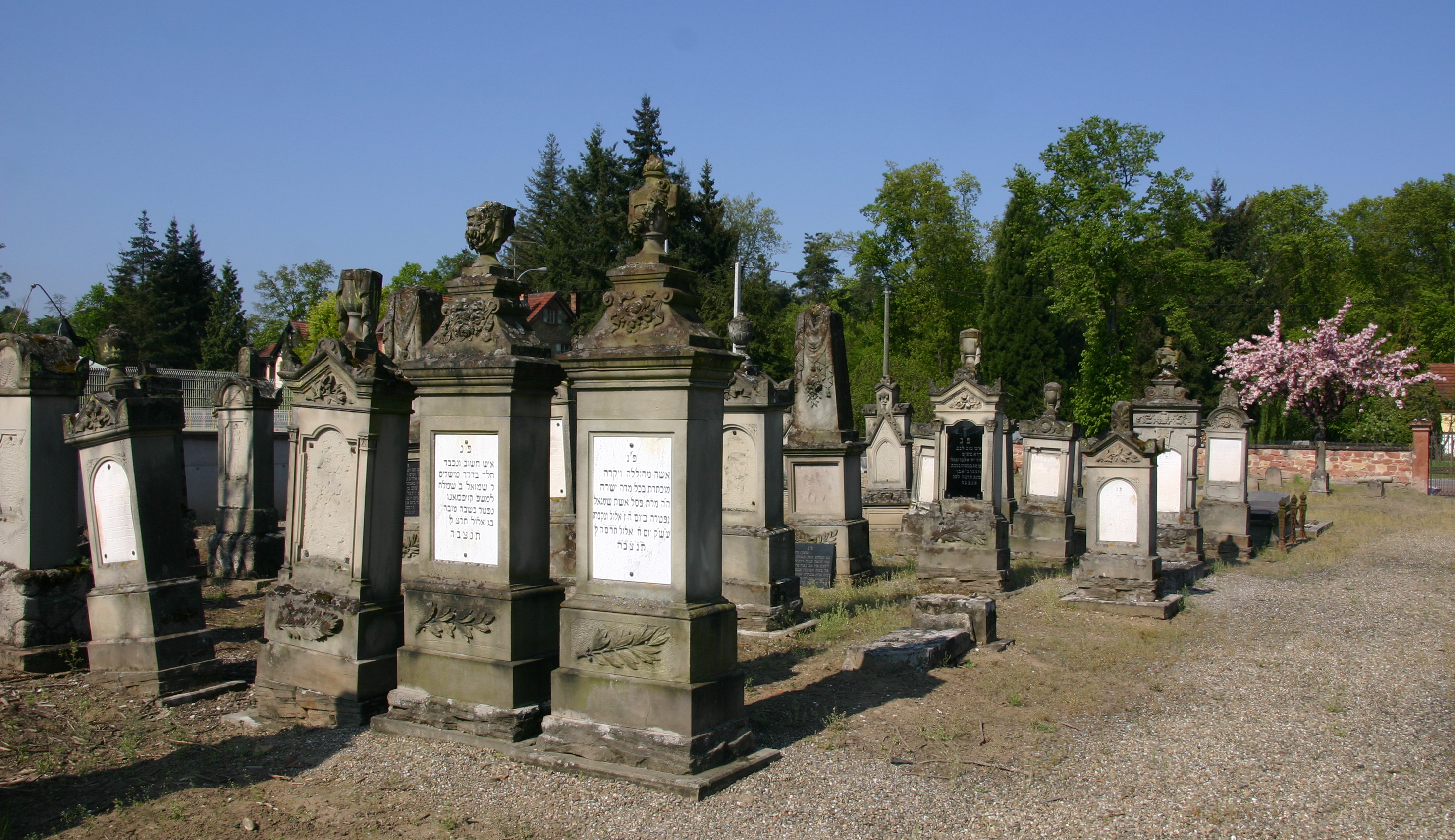
Еврейское кладбище